# Schloss Sachsenflur

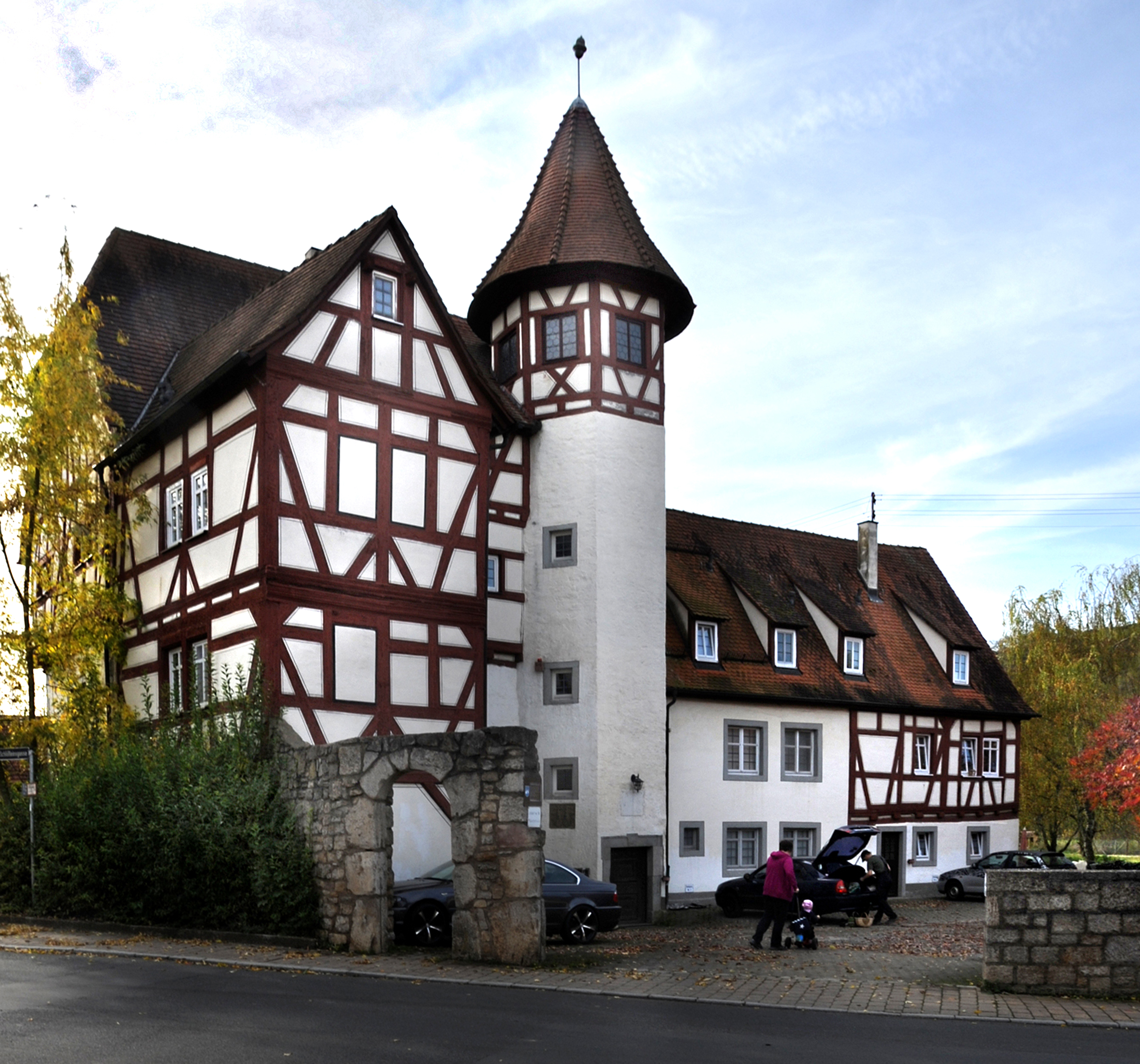
Das Schlösschen Sachsenflur (2013)

Das Schloss Sachsenflur, auch Schlösschen Sachsenflur und Burg Sachsenflur genannt, ist eine ehemalige Tiefburg aus dem 13. Jahrhundert, die im 15./16. Jahrhundert zu einem Schlösschen umgebaut wurde, das sich in Sachsenflur bei Lauda-Königshofen in Baden-Württemberg befindet.

## Geschichte
Das Schloss Sachsenflur wurde erstmals 1200 als Tiefburg erwähnt. Ab dem 15./16. Jahrhundert wurde es als Schloss der Ortsherrschaft genannt.

## Anlage
Das Schloss Sachsenflur besitzt einen Winkelhakenbau mit Treppenturm. Es ist der Kernbau eines fränkischen Landadelssitzes. Bis ins 16. Jahrhundert reicht das alte Fachwerk zurück. Der Baustil ist in Teilen durch die Spätgotik und Protorenaissance gekennzeichnet. Ein späterer barockisierender Umbau des Schlosses ist erkennbar.